# Біллі Екстайн
Біллі Екстайн (англ. Billy Eckstine; повне ім'я — Вільям Кларенс Екстайн, William Clarence Eckstine; 8 липня 1914, Піттсбург, Пенсільванія, США — 8 березня 1993, Піттсбург, Пенсільванія, США) — американський вокаліст — баритон, трубач і керівник біг-бенда, був одним з перших американських чорношкірих співаків — крунерів. Славу йому принесли, зокрема, пісні «Skylark», «Everything I Have Is Yours», «Prisoner Of Love», «I Apologize», «Cottage For Sale», «No One But You, Gigi», «My Foolish Heart» та інші, за час музичної кар'єри Екстайна десять його платівок стали «золотими».
В біг-бенді Біллі Екстайна в 1940-ві роки грали такі відомі джазмени, як Фетс Наварро, Діззі Гіллеспі, Чарлі Паркер, Джин Еммонс, Майлз Дейвіс, Кенні Дорхем, Декстер Гордон, Арт Блейк і Томмі Поттер. Після розпуску оркестру в 1948 році працював з тріо і надалі співпрацював з Сарою Он, Ерлом Хайнсом, а також з Вуді Германом, Лестером Янгом, Уорном Маршем, [Мейнардом Фергюсоном, Каунті Бейсі, Квінсі Джонсом, Дюком Еллінгтона та іншими.
У 1960 році на Алеї Слави в Голівуді була відкрита зірка Біллі Екстайна за адресою 6638 Hollywood Boulevard його запис «I Apologize» (1948) був внесений у Зал слави премії Греммі в 1999 році.

## Біографія

### Дитинство і юність
Біллі Екстайн народився 8 липня 1914 в Піттсбург, штат Пенсільванія. Його предками були вихідці з Пруссії і Вірджинії Вільям Ф. Екстайн і Нанні Екстайн (обидва мулати, народилися в 1863 році), батьками були шофер Вільям Екстайн і швачка Шарлотта Екстайн, у Біллі також було дві сестри У 1994 році біля будинку, де Біллі проживав у дитинстві за адресою 5913 Bryant St., Highland Park, Піттсбург, штат Пенсільванія було встановлено меморіальний пам'ятник.
Пізніше сім'я Екстайна переїхала у Вашингтон, де у віці семи років Біллі почав співати і брати участь у багатьох аматорських шоу талантів. Після закінчення середньої школи навчався в промисловому училищі, а потім в Говардському університеті, який залишив в 1933 році після перемоги в аматорському конкурсі талантів.
Перебуваючи під впливом стилів, що зароджувалися в той час — соул і ритм-н-блюз, Екстайн любив виконувати хіти «Prisoner of Love», «My Foolish Heart» і «I Apologize». Примітно те, що спочатку Екстайн планував пов'язати своє життя з футболом, так як серйозно захоплювався спортом, проте після перелому ключиці він переключився на музику. У 1939 році, переїхавши в Чикаго, Біллі приєднався до біг-бенду Ерла Хайнса Grand Terrace Orchestra, виступаючи в якості вокаліста, а іноді і трубача. Будучи членом музичного колективу Ерла Хайнса до 1943 року Екстайна вже знайшов деяку популярність, в тому числі і завдяки таким своїм пісням, як «Jelly Jelly» (1940) і «Stormy Monday Blues» (1942), тоді ж він змінив оригінальне написання свого прізвища «Eckstein» на «Eckstine», щоб уникнути непотрібних асоціацій з єврейськими прізвищами.

### Творчий шлях
У 1944 році Біллі Екстайн сформував власний біг-бенд, що послужив своєрідною школою для молодих музикантів, які могли б змінити джаз, в їх числі були Декстер Гордон, Арт Блейк, Діззі Гіллеспі, Майлз Дейвіс, Чарлі Паркер і Фетс Наварро, Тедді Демерон і Гіл Фуллер були серед організаторів гурту, а Сара Он була вокалісткою. Оркестр Біллі Екстайна був першим боп овим біг-бендом, і, незважаючи на модерністський ухил гурту, колектив часто потрапляв в чарти десятки кращих записів середини 1940-х років, в тому числі завдяки композиціям «A Cottage for Sale» і «Prisoner of Love». Під час частих європейських і американських турів гурту Екстайн також грав на трубі, тромбоні і гітарі. Саме в той період він і отримав свій псевдонім — "Mr. B ". Біллі крім цього був відомий своєю елегантністю і винайшов спеціальний комірець сорочок в формі англійської літери «В», що впала набік, із зав'язаним віндзорським вузлом краваткою, яка була рухомою і розширювалася, що дозволяло трубачам і саксофоністам не розстібати верхній ґудзик.
Також, за однією з поширених версій, вишуканий зовнішній вигляд Екстайна вплинув навіть на трубача Майлза Дейвіса. Коли Екстайн натрапив на розпатланого від надлишку героїну Дейвіса, його уїдливе зауваження «Добре виглядаєш, Майлз!» Послужило для того тривожним дзвінком, він повернувся на ферму свого батька взимку 1953 року і, нарешті, кинув шкідливу звичку.
Діззі Гіллеспі, розмірковуючи про гурт в автобіографії To Be or Not to Bop (1979), писав:
| Ліві лапки | Не було гурту, який звучалв би як Біллі Екстайн. Наша атака була сильна, і ми грали бі-боп, сучасний стиль. Цього не робили інші групи в усьому світі. | Праві лапки |

Після декількох років гастролей, будучи вже загартованим бібопером, Біллі Екстайн став сольним виконавцем — крунером і в 1947 році перейшов до виконання струнних балад. Він записав більше десятка хітів наприкінці 1940-х років, в тому числі «My Foolish Heart» і «I Apologize». Екстайн був одним з перших артистів, які підписали контракт з новоствореною MGM Records, на якій негайно записав відроджені хіти «Everything I Have Is Yours» (1947), «Blue Moon» Річарда Роджерса і Лоренца Харта (1948) і «Caravan» Хуана Тізола (1949). Він став з'являтися на обкладинках авторитетних музичних видань і регулярно очолювати опитування журналів Down Beat і Metronome в категорії «Кращий вокаліст», а в 1946 році Екстайна виграв премію «Нова зірка» журналу Esquire.
У 1950-х роках Екстайну стало важче підтримувати колишній успіх, так як на відміну від, наприклад, Нета Кінга Коула, який слідував за ним в чартах, спів Екстайна, і особливо його перебільшене вібрато, ставало все більш манірним.
Така ситуація спонукала Екстайна вийти за рамки звичного джазового жанру і випробувати себе в поп-музиці. Творчі пошуки привели до того, що в 1960-х до Біллі Екстайна прийшла друга хвиля популярності. Насолоджуючись успіхом в поп-музиці, Біллі Екстайн іноді повертаються до свого джазового коріння, роблячи записи з Сарою Он, Каунт Бейсі і Квінсі Джонсом для окремих пластинок.
Протягом 1960-х років Екстайн продовжував випускати платівки, співпрацюючи з такими студіями звукозапису, як Mercury і Roulette. Після рідкісних записів в 1970-х Екстайн як і раніше продовжував виступати для люблячих його глядачів у всьому світі. Він неодноразово з'являвся на різних телевізійних шоу, в тому числі «Шоу Еда Саллівана», «Nat King Cole Show», «The Tonight Show» зі Стівом Алленом і «Шоу Діна Мартіна».

### Останні роки життя
У 1986 році Біллі Екстайн випустив свій останній альбом Billy Eckstine Sings with Benny Carter, записаний спільно з Бенні Картером, після чого завершив музичну кар'єру.
Помер 8 березня 1993 у віці 78 років в результаті зупинки серця. Після смерті музиканта кремували, прах був переданий родичам.
Квінсі Джонс в інтерв'ю Billboard говорив про Екстайна:
| Ліві лапки | Я дивився на Містера Бі, як на ідола. Я хотів одягатися, як він, говорити, як він, побудувати картину всього мого життя як музиканта і як людини в образі достоїнств, які він показав .... | Праві лапки |

Лайонел Гемптон ділився враженнями про Біллі Екстайна:
| Ліві лапки | Він був одним з найбільших співаків усіх часів і народів ... Ми пишалися ним, тому що він був першим чорним популярним співаком. Він був одним з найбільш великих співаків того часу ... він був нашим співаком. | Праві лапки |

### Особисте життя
Біллі Екстайн був двічі одружений. З вокалісткою Джун Гарріс одружився в червні 1942 року. Після розлучення в 1953 році він уклав шлюб з акторкою і моделлю Керолл Дрейк, з якою прожив до самої смерті. У Екстайна було 5 рідних дітей і двоє прийомних: Ед, Гай, Ронні, Кенні, Біллі молодший, Джина і Шарлотта Керолл. Деякі з них пішли по стопах батька, зокрема, Ед Екстайн в майбутньому став президентом Mercury Records, Гай Екстайн став професійним барабанщиком, брав участь у записі чотирьох альбомів, які отримали премії «Греммі», він також займав посаду виконавчого продюсера Columbia і Verve Records, Джина Екстайн стала співачкою.

## Дискографія
| - Billy Eckstine Sings (Savoy, 1950) - Tenderly (MGM, 1952) - Blues for Sale (EmArcy, 1954) - Favorites (MGM, 1954) - I Let a Song Go Out of My Heart (MGM, 1954) - Songs by Billy Eckstine (MGM, 1954) - The Great Mr. B (King, 1954) - The Love Songs of Mr. B (EmArcy, 1954) - I Surrender, Dear (EmArcy, 1955) - Mister B with a Beat (MGM, 1955) - Rendezvous (MGM, 1955) - That Old Feeling (MGM, 1955) - Billy's Best! (Mercury, 1958) - Imagination (EmArcy, 1958) - Basie and Eckstine, Inc. (Roulette, 1959) - Billy and Sarah (Lion, 1959) - No Cover, No Minimum (Roulette, 1960) - Once More With Feeling (Roulette, 1960) - At Basin St. East (live) (EmArcy, 1961) - Billy Eckstine & Sarah Vaughan Sing Irving Berlin (Mercury, 1961) - Billy Eckstine and Quincy Jones (Mercury, 1961) - Broadway, Bongos and Mr. B (Mercury, 1961) - Don't Worry 'bout Me (Mercury, 1962) | - 12 Great Movies (Mercury, 1964) - Modern Sound of Mr. B (Mercury, 1964) - Prime of My Life (Motown, 1965) - My Way (Motown, 1966) - For Love of Ivy (Motown, 1969) - Stormy (Enterprise, 1970) - Feel the Warm (Enterprise, 1971) - Moment (Capitol, 1971) - Senior Soul (Enterprise, 1972) - If She Walked into My Life (Enterprise, 1974) - Memento Brasiliero (Portuguese, 1978) - I am a Singer (1984) - Billy Eckstine Sings with Benny Carter (Verve, 1986) Наступні альбоми выпускалися посмертно: - Everything I Have Is Yours — антология, (Verve, 1994) - I Apologize (Polydor, 1995) - How High the Moon (Past Perfect, 2002) - Billy Eckstine and His Orchestra (Deluxe, 2002) - Stardust (Polydor, 2002) - The Motown Years (Motown, 2003) - Love Songs (Savoy, 2004) - Timeless (Savoy, 2006) |